# 牧护关镇
牧护关镇，是中华人民共和国陕西省商洛市商州区下辖的一个乡镇级行政单位。
2015年，陕西省民政厅批复同意撤销黑龙口镇，并入牧护关镇。

## 行政区划
牧护关镇下辖以下地区：
后街村、小商塬村、前街村、松沟村、秦岭铺村、秦川村、秦峰村、罗湾村、胡村、里程村、梁坪村、东峡村、西峡村、铁炉子村、中坪村、泉塬村、刘村、牛山村、青兴村、红门河村、大商塬村、磨沟庙村、小韩峪村、白杨村、龙床沟村、竹园村、秦关村、秦岭村、秦韭村、秦政村、秦茂村、西沟村、张店村和香铺村。